# بروميليا صغرى
بروميليا صغرى (الاسم العلمي: Bromelia minima) هو نوع نباتي يتبع جنس البروميليا من فصيلة البروميلية.